# Дерлингау
Дерлингау (на немски: Derlingau, Darlingau; на латински: Derlingowe) е средновековно гау-графство в Долна Саксония източно от Брауншвайг в региона на Херцогство Саксония. На Юг от Дерлингау се намира Харцгау и се разполага на Запад до река Окер, на Изток до Нордтюринггау. На Север граничи с Хайлангау и Витингау.

## Графове в Дерлингау
- Брун, (син на граф Лиудолф в Нордтюринггау), граф в Дерлингау 965 (Брунони)
- Дитрих фон Халденслебен († 25 август 985), граф в Швабенгау, от 956 г. граф в Нордтюринггау, от 966 – 985 граф в Дерлингау, от 965 г. първият маркграф на Северната марка (Билунги)
- Лотар I фон Валбек (* ок. 875, † 4 или 5 септември 929), граф на Дерлингау и Балсамгау и първият граф на Валбек (Удони)
- Лотар II фон Валбек (* ок. 900/915, † 21 януари 964), от 929 г. граф на Дерлингау, Балсамгау, Нордтюринггау и граф на Валбек
- Екберт фон Амбергау „Едноокия“ (* ок. 932; † 4 април 994), граф в Амбергау и Дерлингау (Билунги)
- Екберт (док. 14 септември 1024), негов син, ок. 1013 граф в Дерлингау (Билунги)
- Бруно I (* 960/980; † 1014), син на Брун (граф в Дерлингау 965), граф в Дерлингау и Нордтюринггау, граф на Брауншвайг (Брунони)
- Людолф († 23 април 1038), син на Бруно I, ок. 1031 граф в Дерлингау, граф на Брауншвайг и маркграф на Фризия
- Бернхард фон Суплинбург (* пр. 1043; † пр. 1069), граф на Суплинбург, 1052 г. граф в Харцгау, Дерлингау и в Нордтюринггау (1031 – 1069) (Суплинбурги)
- Зигфрид II фон Валбек († ок. 1087), граф в Нордтюринггау и Дерлингау (Удони)
- Фридрих I фон Зомершенбург (* ок. 1060; † 18 октомври 1120/1121), пфалцграф на Саксония (1097), граф в Хасегау, Нордтюринггау и Дерлингау
- Албрехт I († сл. 5 декември 1141), граф в Дерлингау, в Остфалия, в Хаймар, във Вернигероде[1]
- Бертхолд († 18 февруари 1126), негов правнук, граф в Дерлингау, в Остфалия, в Хаймар, във Вернигероде, в Ахайм
- Гебхард I фон Вернигероде († сл. 14 юли 1270), негов внук, граф в Дерлингау и Нордтюринггау